# Cmir
Il Cmir con 2.393 m s.l.m. è una montagna della Catena del Tricorno della Slovenia compresa nel parco nazionale del Tricorno.